# Барто, Цимон
Цимон Барто (имя при рождении Джонни Барто Смит, англ. Johnny Barto Smith; род. 2 января 1963) — американский пианист и дирижёр.

## Биография
Родился в американском штате Флорида 2 января 1963 года.
Играть на фортепиано начал в возрасте пяти лет под руководством своей бабушки, которая пробудила в нём интерес к опере.
Учился игре на фортепиано в Juilliard School в Нью-Йорке у Адели Маркус.
Чтобы понимать тексты опер, Барто начал изучать языки, на которых они были написаны. В 14 лет он выучил немецкий и французский языки. Сегодня он свободно говорит на 5 языках — немецком, английском, французском, итальянском и испанском. Кроме этого, он читает на древнегреческом языке и латыни.
В настоящее время живёт в США, в центральной Флориде.